# Eugoa tricolora
Eugoa tricolora är en fjärilsart som beskrevs av Bethune-Baker 1904. Eugoa tricolora ingår i släktet Eugoa och familjen björnspinnare. Inga underarter finns listade i Catalogue of Life.